# Rögling
Rögling – miejscowość i gmina w Niemczech, w kraju związkowym Bawaria, w rejencji Szwabia, w regionie Augsburg, w powiecie Donau-Ries, wchodzi w skład wspólnoty administracyjnej Monheim. Leży na Wyżynie Frankońskiej, na terenie Parku Natury Dolina Altmühl, około 20 km na północny wschód od Donauwörth.

## Demografia
| Rok  | Liczba mieszk. |
| ---- | -------------- |
| 1970 | 714            |
| 1987 | 676            |
| 2000 | 696            |

## Polityka
Wójtem gminy jest Maria Mittl, poprzednio urząd ten obejmował Stefan Dums, rada gminy składa się z 8 osób.
|      | Bürgergemeinschaft | Arbeitereinigkeit | Razem |
| 2008 | 3                  | 5                 | 8     |
| 2002 | 4                  | 4                 | 8     |